# Antonie Rädler
Antonie Rädler (* 14. Dezember 1899 in Wigratzbad; † 9. Dezember 1991 ebenda) war eine angebliche Mystikerin und die Begründerin der Gebetsstätte Maria vom Sieg in Wigratzbad, einem Teilort von Opfenbach im Landkreis Lindau im Westallgäu. Seit 1988 ist die Gebetsstätte auch Sitz des Priesterseminars der Priesterbruderschaft St. Petrus, die aus der Piusbruderschaft hervorging und eine Gesellschaft apostolischen Lebens päpstlichen Rechts ist. Antonie Rädlers Privatoffenbarungen wurden von der römisch-katholischen Kirche nicht anerkannt.

## Leben

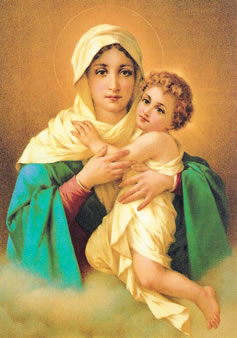
Dreimal Wunderbare Mutter von Schönstatt (MTA)

Antonie war die jüngste Tochter des Landwirtes und Metzgers Andreas Rädler; sie hatte noch drei weitere Schwestern. Der Vater betrieb neben seiner Landwirtschaft eine Metzgerei in Wigratzbad. Antonie gründete Anfang der 1920er-Jahre mit mehreren Freundinnen eine Marianische Kongregation, die an den Sonntagen nachmittags in der Pfarrkirche in Wohmbrechts für die Anliegen der Menschheit und später auch gegen die Nazis betete. Antonie führte 1936 im nahen Lindau am Bodensee eine Metzgereifiliale der Familie. Gut sichtbar brachte sie dort ein Marienbild der Dreimal Wunderbaren Mutter von Schönstatt an. 1936 kam eine Gruppe von SA-Leuten mit einem Hitlerbild in das Geschäft und verlangte die Entfernung des Marienbildes und das Anbringen des Hitlerbildes. Antonie weigerte sich kategorisch. Mehrfach wurde sie bei nächtlichen Heimgängen von Unbekannten überfallen und bedroht, konnte aber jeweils entkommen. 1937 ließ Antonie eine Kapelle auf dem Grundstück ihrer Eltern errichten, die den Namen Unsere Liebe Frau, die unbefleckte Mutter vom Sieg erhielt. Am 21. November 1937 wurde Antonie zum ersten Mal von der Geheimen Staatspolizei verhaftet und in das Frauengefängnis Katzenstadl nach Augsburg gebracht und tagelang verhört. Am 8. Dezember sollte die Kapelle geweiht werden, was die Polizei untersagte. Erst am 18. Dezember 1937 wurde Antonie aus dem Gefängnis entlassen. Sie berichtete, im Gefängnis wäre ihr Maria erschienen. Nach dieser Vision ließ sie die Madonna über dem Altar der Gnadenkapelle in Wigratzbad gestalten.
1940 sollte sie wiederum verhaftet werden. Sie floh in den Bregenzer Wald und versteckte sich dort mehrere Jahre bei einer bekannten Familie. Während dieser Zeit stand sie ständig auf der Fahndungsliste der Gestapo. Gegen Ende des Krieges verließ sie ihr Versteck und lief nach Hause. Der Vater versteckte sie in einer Scheune, bis der Krieg endgültig zu Ende war. Nach dem Krieg besetzte die französische Armee das Allgäu und beschoss vorsorglich, um eventuelle Widerstandsnester auszuräumen, Wigratzbad mit 180 Granaten. Die Granaten schlugen auch in der Nähe der Kapelle ein, die aber keinen Schaden nahm.

## Priesterseminar und Gebetsstätte Wigratzbad
Nach Berichten über Erscheinungen und Wunderheilungen setzten 1936 Pilgerströme ein. Am 8. Dezember 1936 soll Antonie Rädler zwei Stunden lang die Engel singen gehört haben „Unbefleckt empfangene Mutter vom Sieg, bitte für uns“. In den Nachkriegsjahren errichtete Antonie Rädler neben der Kapelle ein Sanatorium für krebskranke Menschen, das nach dem Tode des geschäftsführenden Arztes im Jahre 1982 aufgegeben werden musste und zu einem Pilgerheim umgewandelt wurde. Aus Dankbarkeit für ihre Rettung während der NS-Zeit baute sie die größere Kapelle Maria vom Sieg. In all den Jahren nach Ende des Krieges hielt sie regelmäßig allwöchentlich in der Nacht vom Donnerstag auf den Freitag und jeden Samstag bis Mitternacht Gebetszeiten in der Kapelle. Antonie Rädler starb am 9. Dezember 1991 mit 92 Jahren.
Antonie Rädler sagte schon früh voraus, dass an ihrer Gebetsstätte einmal ein von Rom approbiertes Priesterseminar entstehen würde. 1988, drei Jahre vor ihrem Tod, ließ sich die Petrusbruderschaft auf dem Gelände der Gebetsstätte Wigratzbad nieder. Am 15. April 1990, einem Ostersonntag, zelebrierte Josef Kardinal Ratzinger, damals Präfekt der Kongregation für die Glaubenslehre, eine Heilige Messe an der Gebetsstätte.  
Josef Stimpfle, 81. Bischof von Augsburg, zelebrierte am 12. Dezember 1991 das Requiem für Antonie Rädler. Die Gebetsstätte war und ist bis heute innerhalb der Diözese Augsburg wegen ihrer konservativen Haltung zur Liturgie der römisch-katholischen Kirche in der Kritik. Stimpfle nutzte die Gelegenheit, um in der Predigt seine Einschätzung über den Ursprung und die Sendung der Gebetsstätte darzulegen.